# Peter Svetina (pedagog)
Peter Svetina, slovenski specialni pedagog in socialni podjetnik, * 6. april 1965, Kranj.
Deluje kot varuh človekovih pravic Republike Slovenije.

## Življenjepis
Celotno svojo poklicno pot je posvetil področju socialnega varstva, šolstva ter delovanju invalidskih, humanitarnih in prostovoljnih organizacij. 1989 - diplomiral na Pedagoški akademiji, na predmetni skupini za duševno prizadete, opravil strokovni izpit za učitelje in vzgojitelje v organizacijah za usposabljanje ter strokovni izpit na področju socialnega varstva.
Svojo poklicno kariero je začel kot učitelj v osnovni šoli s prilagojenim programom v Škofji Loki, zelo zgodaj pa se je usmeril v delo z odraslimi osebami z motnjami v duševnem in telesnem razvoju. 1989 – 1992 je sodeloval pri ustanovitvi in vodil Enoto mlajših invalidov v Domu počitka Mengeš, kjer je aktivno sodeloval s Centri za socialno delo in drugimi institucijami. Aktivno se je vključil v delovanje Aktiva VDC, tako organizacijsko kot strokovno. Kot strokovni sodelavec in sorojenec je sodeloval v skupinah Zveze društev Sožitje. Od 1992 do 1994 delal kot vodja bivalne skupine v LEBENSHILFE Koroške v Ledincah na avstrijskem Koroškem, nakar je leta 1994 na povabilo generalne direktorice prevzel delo pedagoškega vodje LEBENSHILFE Koroške, kjer je koordiniral strokovno delo v štirih zavodih na Koroškem (Spittal an der Drau, Ledince, Celovec, Wolfsberg) in med drugim skrbel za kakovost bivanja uporabnikov in izobraževanje strokovnih sodelavcev. Sodeloval je v upravljanju LEBENSHILFE Koroške ter v strokovnem odboru LEBENSHILFE Avstrije, koordinaciji deželnih pedagoških vodij LEBENSHILFE Avstrije ter sodeloval pri dogovorih o strokovni ter finančni politiki LEBENSHILFE z referati na mestnih nivojih ter nivojih upravnih enot in Vlado dežele Koroške.
Od 1995 do 1999 je nadaljeval poklicno pot kot vzgojitelj v Mladinskem domu Slovenskega šolskega društva v Celovcu, kjer je podrobno spoznal delovanje pripadnikov slovenske narodne skupnosti na avstrijskem Koroškem ter se seznanil s problematiko manjšinskih vprašanj. Pedagoško in socialno je vodil skupine 50 mladostnikov, starih od 12 – 25 let in sodeloval z njihovimi skrbniki. V tem času je pisal članke in imel predavanja za pripadnike slovenske narodne skupnosti na Koroškem ter aktivno sodeloval pri delovanju slovenske narodne skupnosti na avstrijskem Koroškem.
Leta 1999 se je z družino, ki jo je ustvaril na avstrijskem Koroškem, vrnil v Slovenijo in se zaposlil na delovnem mestu pomočnika direktorja Varstveno delovnega centra INCE v Mengšu. 15. 12. 2003 je po upokojitvi predhodnika, prevzel mesto direktorja Varstveno delovnega centra INCE Mengeš. V tem času je poslovno in strokovno vodil procese vodenja, varstva in zaposlitve pod posebnimi pogoji za 103 odrasle osebe z zmernimi, težjimi in težkimi motnjami v duševnem razvoju. Intenzivno je sodeloval z osebami z motnjami v razvoju, njihovimi starši, sorojenci, rejniki in nevladnimi organizacijami ter prispeval k inovativnim pristopom, ki so osebam z motnjami v razvoju omogočile kakovostnejše življenje in bivanje. Sodeloval je s strokovnjaki in institucijami ter prispeval k razvoju stroke na tem področju. Bil je član in nato predsednik Izvršnega odbora Skupnosti VDC ter kasneje tudi predsednik Skupnosti VDC Slovenije.
Po zaključku mandata je nadgradil svojo poklicno in strokovno kariero s sodelovanjem s Šent, slovenskim združenjem za duševno zdravje, pri ustanovitvi zaposlitvenega centra Karso d.o.o., ki ga je uspešno vodil sedem let. V sedmih letih vodenja je zagotovil trajno in kakovostno zaposlitev petnajstim sodelavcem, od katerih je deset invalidov na zaščitenih delovnih mestih, v Pivki in Slovenskih Konjicah.
Leta 2014 sta se z Matijem Zadrgalom odločila in ustanovila Grunt, zavod za socialno podjetništvo na podeželju. Zavod sta ustanovila z namenom kreiranja trajnih in kakovostnih mest za najtežje zaposljive invalide na podeželju. 2015 so pridobili status zaposlitvenega centra in zaposlili pet invalidov na zaščitenih delovnih mestih in tri strokovne delavce oz. sodelavce. Zavod deluje v Komendi in postaja uveljavljen primer dobre prakse zaposlovanja invalidov na podeželju tako doma, kot v tujini.
Že od samega začetka poklicne kariere je bil član več kot desetih nevladnih organizacij s področja oseb z motnjami v duševnem razvoju, motenj v duševnem zdravju, socialnem varstvu, šolstvu, športu in veliko drugih, kjer se je intenzivno ukvarjal z uveljavljanjem pravic oseb s posebnimi potrebami in ostalih ranljivih ciljnih skupin, njihovem zagovorništvu ter pravic njihovih družin. Kot aktiven član že več mandatov deluje v Socialni zbornici Slovenije.
Od 2013 do 2018 je bil član sveta Fundacije invalidskih in humanitarnih organizacij, kjer se je še pobliže spoznal z njihovim delovanjem in problematiko, s katero se srečujejo, od 2014 do 2018 je bil član predsedstva Hokejske zveze Slovenije, kjer je bil odgovoren za delo in razvoj ženskega hokeja.
31. 1. 2019 je bil v Državnem zboru RS s 89 glasovi ZA izvoljen za petega varuha človekovih pravic v Sloveniji, 24. 2. 2019   pa je nastopil šestletni mandat v vlogi varuha človekovih pravi Republike Slovenije.
Rdeča nit njegovega delovanja je profesionalno in proaktivno posvečanje šibkejšim skupinam družbe, navadno odrinjenim na rob družbe ali njeno socialno dno. Prav tem skupinam so po najpogosteje kršene človekove pravice ali temeljne svoboščine.

## Varuh človekovih pravic
Svetina je bil 29. januarja 2019 z 89 glasovi izvoljen za varuha človekovih pravic Republike Slovenije, mandat je nastopil 23. februarja 2019. 89 glasov je najvišja podpora za varuha v Sloveniji doslej..